# 巴布爾回憶錄

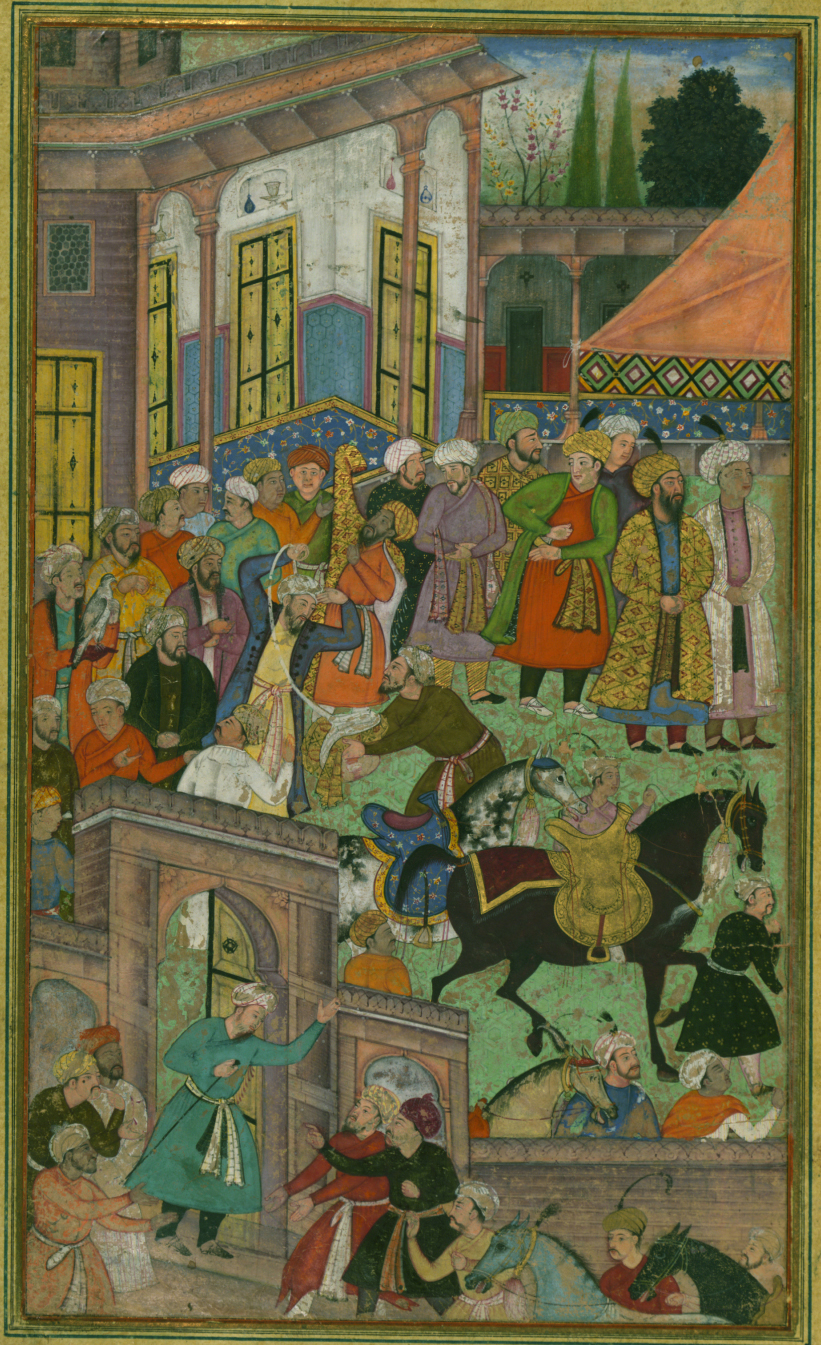
《巴布爾回憶錄》插圖之一。遠征森珀爾前，於蘇丹易卜拉辛廣場舉行頒獎典禮。

《巴布爾回憶錄》（直譯為「巴布爾的歷史」或「巴布爾的文字」）是帖木兒後裔、莫卧儿帝国建立者巴布爾(1483-1530)的回憶錄，以豐富的內容和精美的插圖聞名。該書原由帖木兒王朝的慣用語言察合台語寫成，巴布爾將其稱為「突厥語」；阿克巴時期，朝臣阿布杜·拉辛於伊斯蘭曆998年(1589-1590)將其翻譯為莫卧儿帝國慣用的波斯語。
巴布爾是一位受過教育的帖木兒王子。他在回憶錄中反映出對自然，社會，政治和經濟學的興趣；生動的描述不止於自己的私生活，還涵蓋所處時空的歷史、人文和地理。該書包含各種主題，包括天文學、地理、治國方略、軍事問題、武器和戰鬥、動植物、傳記和家庭紀事、朝臣和藝術家、詩歌、音樂和繪畫、酒會、歷史古蹟、自我省思及對人性的探討。
巴布爾本人沒有委託畫家為該書製作插圖，而是由其孫阿克巴於波斯語翻譯版完成後進行插圖繪製，期間花費十年有餘。阿克巴最早製作的4本插畫版《巴布爾回憶錄》於1913年開始印刷銷售，現存70多份微縮資料分散於維多利亞與艾伯特博物館、新德里國立博物館、大英圖書館、大英博物館、莫斯科東方文化國家博物館、巴爾的摩沃爾特斯美術館等地。
即便沒有留下生前的肖像畫，但為《巴布爾回憶錄》插畫的藝術家們一致將其描繪為圓臉、長鬍、纏頭、身穿長袖上衣與短袖外掛的形象。

## 插圖

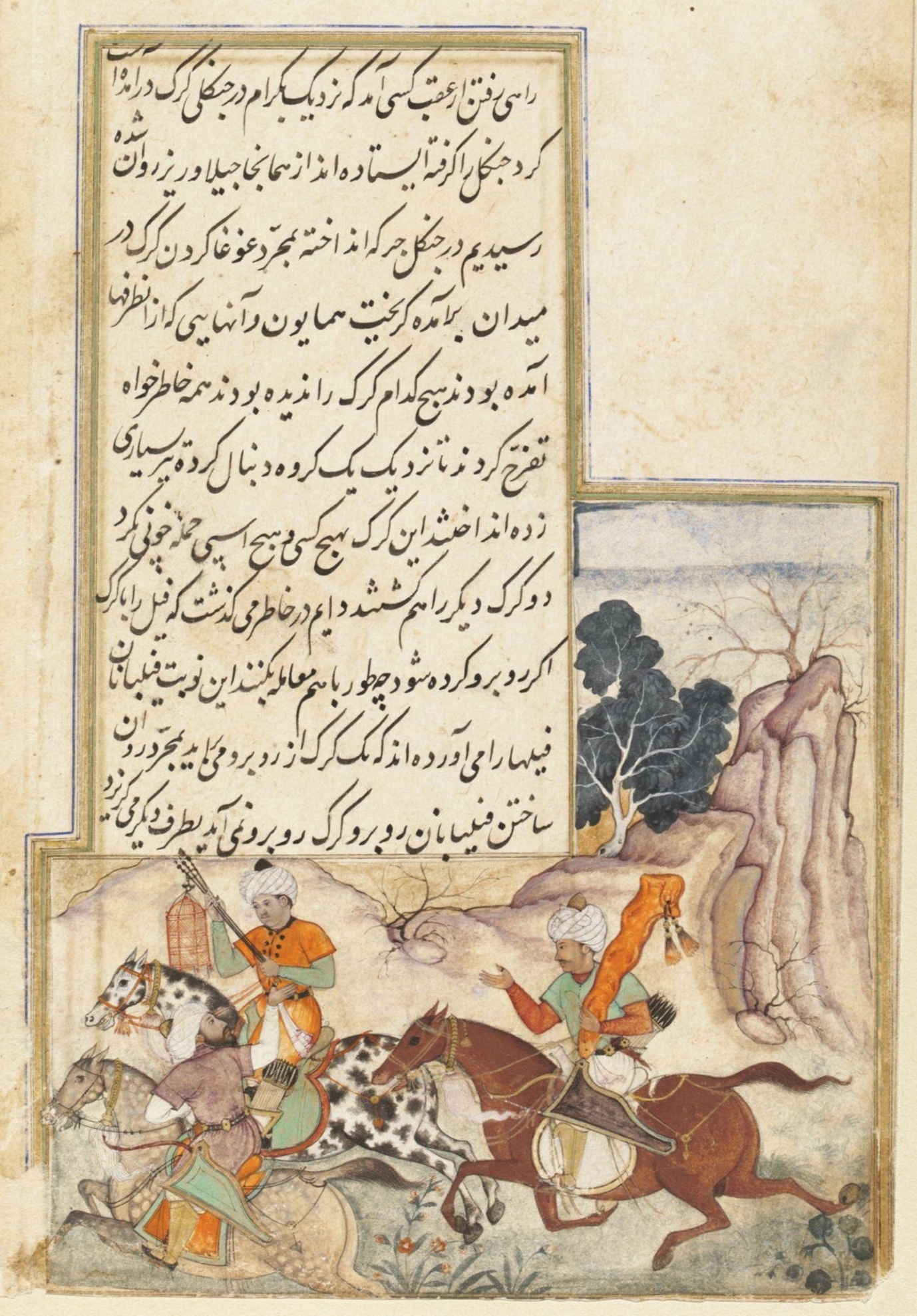
巴布爾、王子胡馬雍與隨從在巴格朗（英语：Bagram）一帶休息，聽聞附近出現一頭犀牛。由於胡馬雍從未看過犀牛，一群人便興匆匆的前往察看。藏於維多利亞與艾伯特博物館。
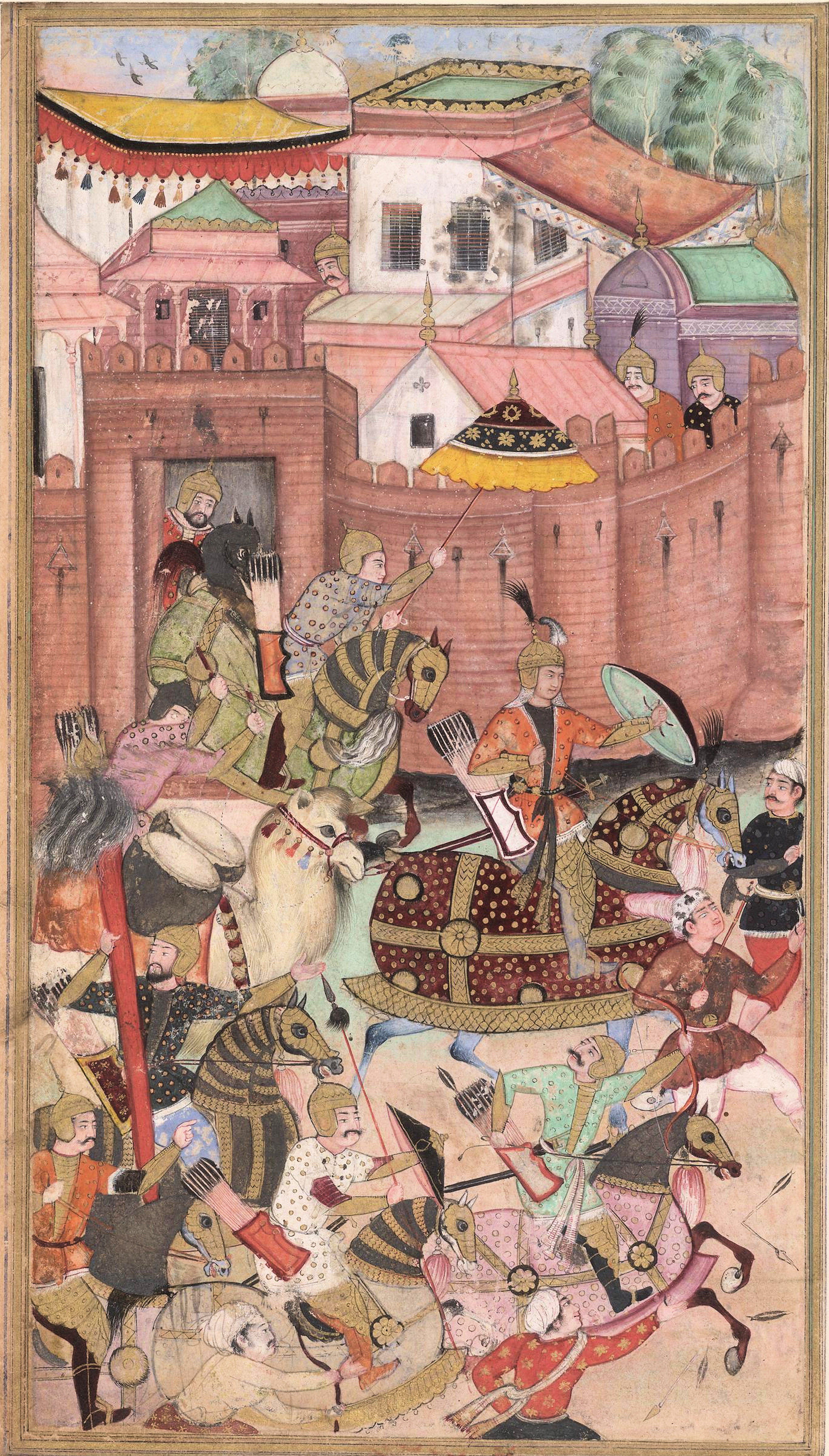
巴布爾大軍從誇賈·迪達爾堡衝出。藏於大英博物館。
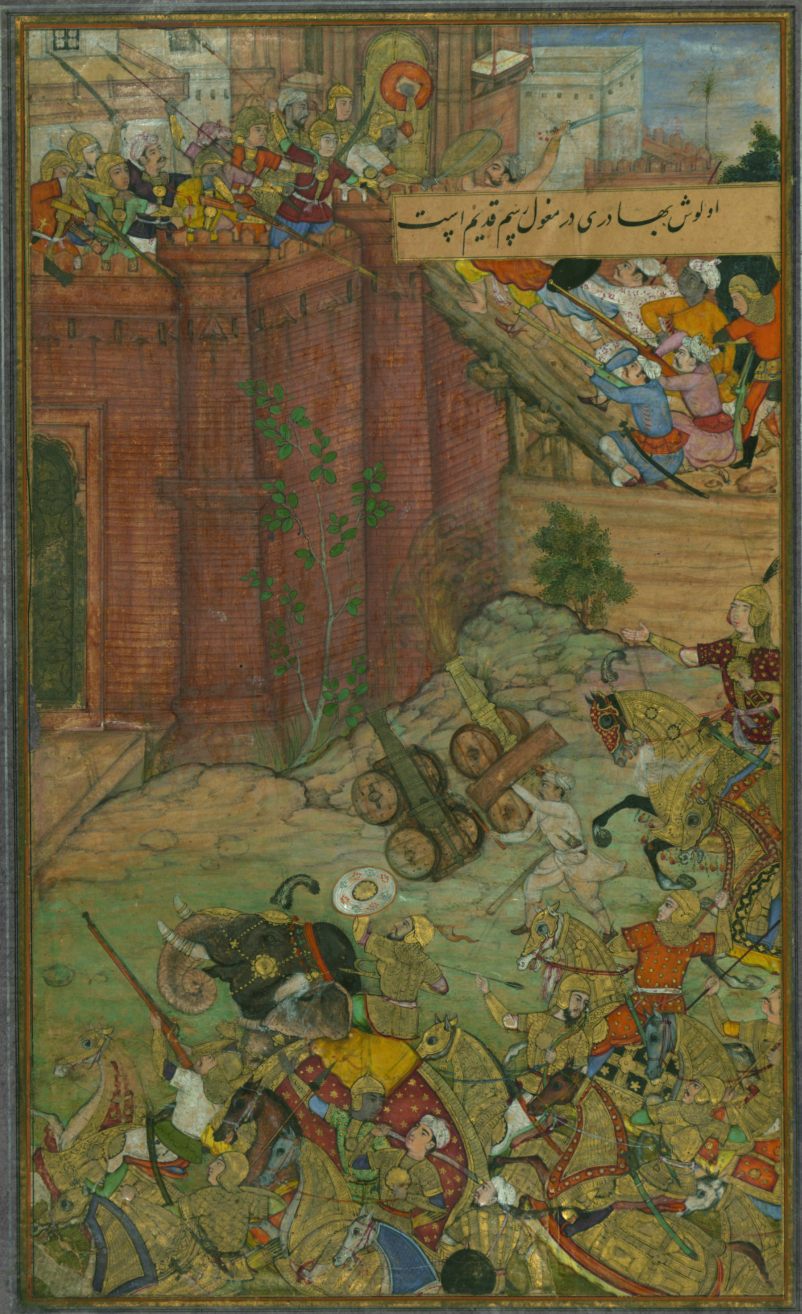
圍攻伊斯法拉。藏於巴爾的摩。
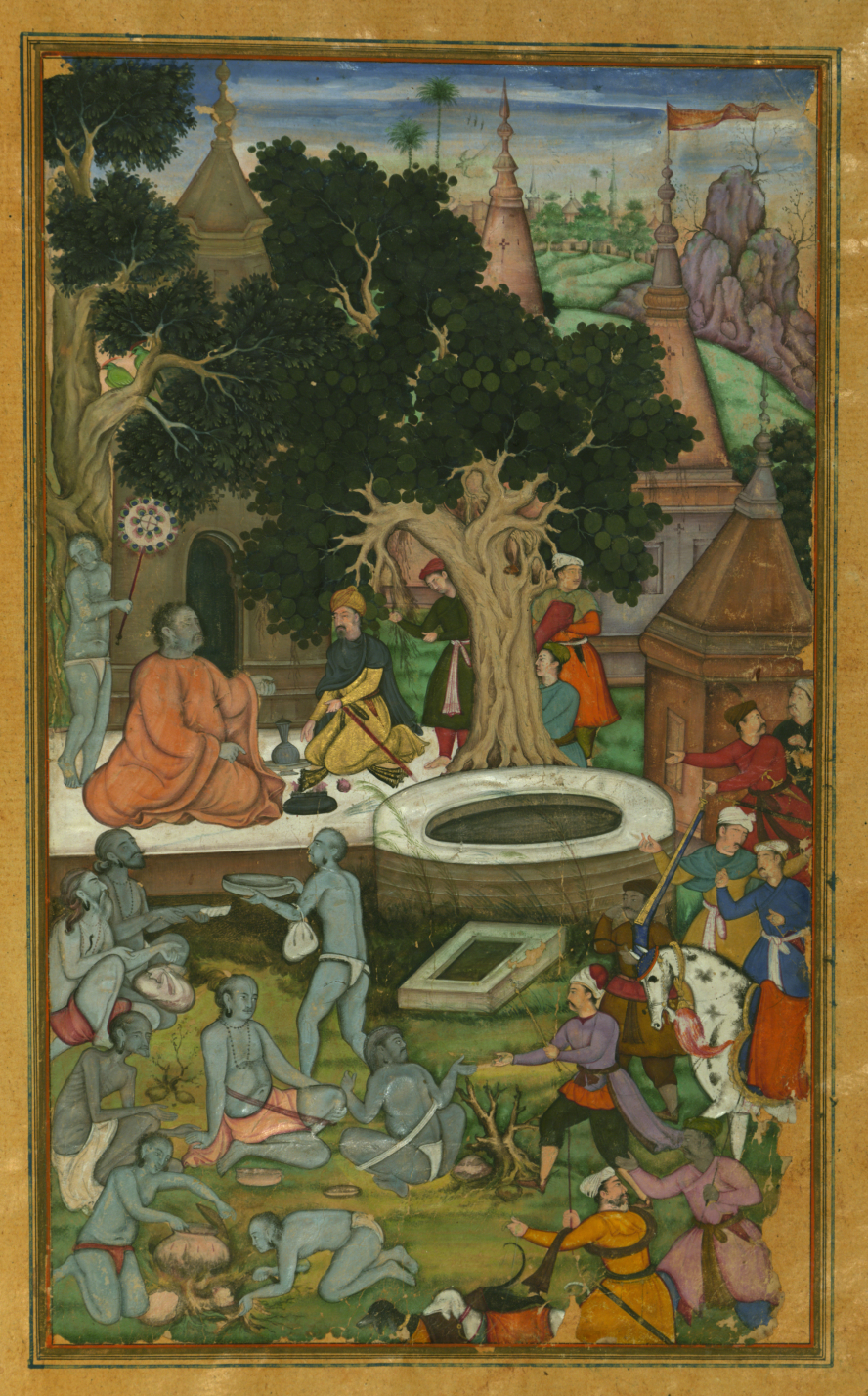
巴布爾參觀巴格朗附近的印度洞穴。藏於巴爾的摩。